# Вилароза
Вилароза (итал. Villarosa) је насеље у Италији у округу Ена, региону Сицилија.
Према процени из 2011. у насељу је живело 4164 становника. Насеље се налази на надморској висини од 520 м.

## Становништво
| 1931.  | 1936.  | 1951.  | 1961. | 1971. | 1981. | 1991. | 2001. | 2011. |
| ------ | ------ | ------ | ----- | ----- | ----- | ----- | ----- | ----- |
| 10.000 | 10.211 | 11.059 | 9.882 | 6.881 | 6.237 | 6.205 | 5.696 | 5.130 |